# Голеш (Силістринська область)
Го́леш (болг. Голеш) — село в Силістринській області Болгарії. Входить до складу общини Кайнарджа.

## Населення
За даними перепису населення 2011 року у селі проживали 1409 осіб.
Національний склад населення села:
| Національність   | Кількість осіб | Відсоток |
| ---------------- | -------------- | -------- |
| турки            | 1326           | 98,6%    |
| болгари          | 17             | 1,3%     |
| Всього відповіли | 1345           |          |

Розподіл населення за віком у 2011 році:
Динаміка населення: